# Lovenella nodosa
Lovenella nodosa is een hydroïdpoliep uit de familie Lovenellidae. De poliep komt uit het geslacht Lovenella. Lovenella nodosa werd in 1938 voor het eerst wetenschappelijk beschreven door Fraser. 